# Minoru Sakata
Minoru Sakata (坂田 稔, Sakata Minoru) (1902-1974) est un photographe japonais.